# Planigale tealei
Planigale tealei és una espècie de marsupial de la família dels dasiúrids. És endèmic d'Austràlia Occidental. Ocupa hàbitats argilosos. Els mascles fan fins a 62,5 mm de llargada (sense comptar la cua) i pesen fins a 6,1 g, mentre que les femelles assoleixen una llargada (sense comptar la cua) de 60 mm i un pes de fins a 4,7 g. Fou anomenat en honor del zoòleg Roy Teale. Com que fou descoberta fa poc, l'estat de conservació d'aquesta espècie encara no ha estat avaluat formalment.